# Lista de seleções participantes no Campeonato Europeu de Futebol de 2004
O Campeonato Europeu de Futebol de 2004 foi disputado em Portugal por 16 seleções de futebol.
Cada uma das 16 seleções teve o direito de alistar 23 jogadores. Cada jogador envergou o mesmo número na camisola durante todos os jogos do torneio.

## Grupos

### Grupo A
Luxemburgo
Lienchenstien
Gibraltar
San Marino